# دلتا ایرلاینز

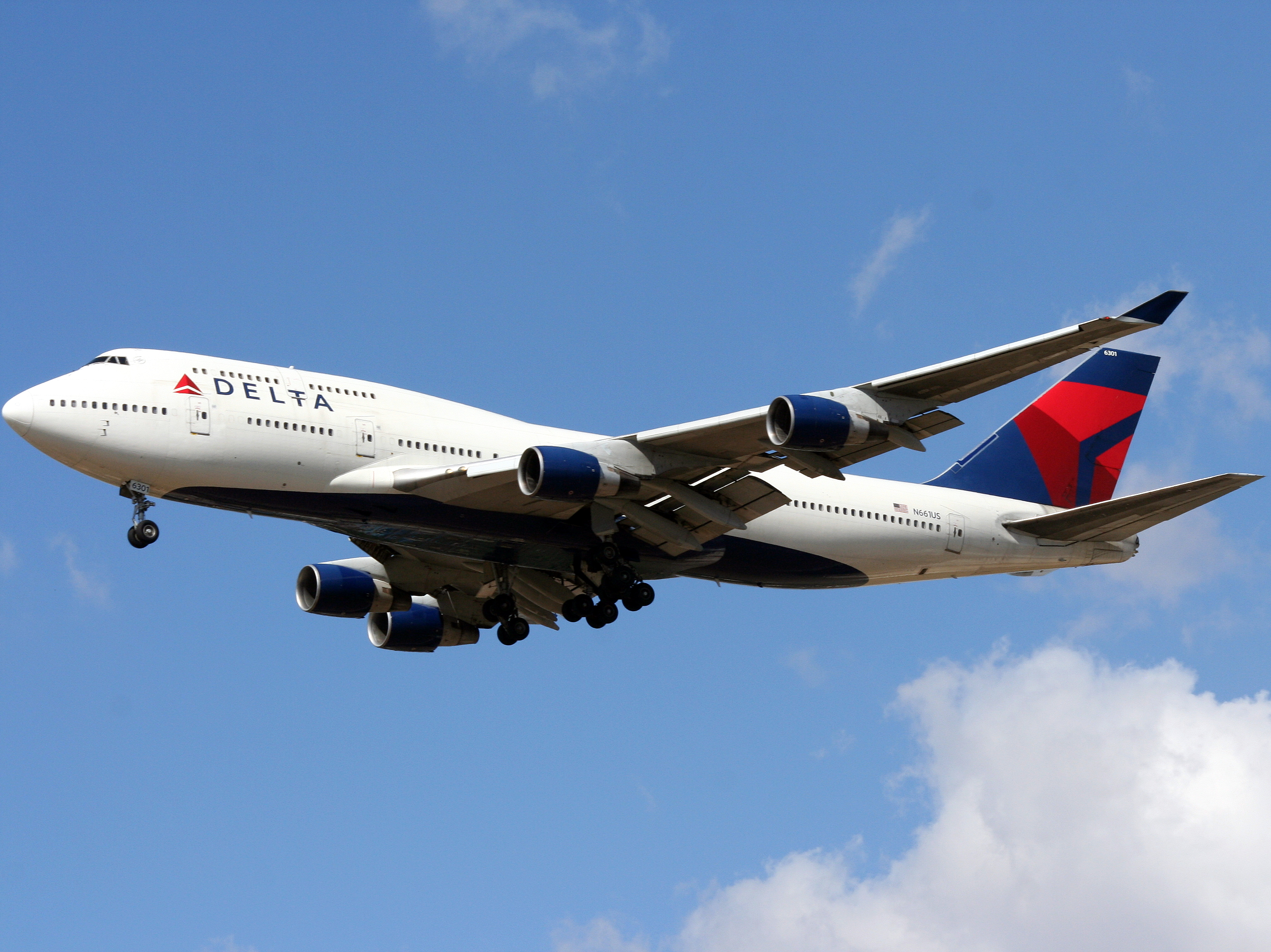
هواپیمای بوئینگ ۷۴۷ متعلق به دلتا ایرلاینز

دلتا ایرلاینز (به انگلیسی: Delta Air Lines) شرکت هواپیمایی آمریکایی است، که هم‌اکنون ازنظر درآمد به‌عنوان دومین شرکت هواپیمایی بزرگ جهان شناخته می‌شود.
شرکت هواپیمایی دلتا در سال ۱۹۲۹ توسط کولیت اورمن ولمن تأسیس شد و امروزه قدیمی‌ترین خطوط هواپیمایی فعال در ایالات متحده به‌شمار می‌آید. دلتا ایرلاینز در سال ۲۰۰۸ اقدام به خریداری شرکت نورث‌وست ایرلاینز، به ارزش ۲٫۶ میلیارد دلار نمود. هواپیمایی دلتا در سال ۲۰۱۳ با انتقال ۱۶۴٫۶ میلیون مسافر، به‌عنوان دومین شرکت هواپیمایی جهان، برپایه شمار مسافر، شناخته شد.
شرکت دلتا ایرلاینز اکنون روزانه به ۳۲۵ مقصد در سراسر جهان، پروازهای مستقیم دارد. دفتر مرکزی این شرکت در شهر آتلانتا، جورجیا، ایالات متحده آمریکا قرار دارد و فرودگاه اسخیپول آمستردام، فرودگاه بین‌المللی سینسیناتی/کنتاکی شمالی، فرودگاه متروپولیتن وین کانتی دیترویت، فرودگاه بین‌المللی هارتسفیلد-جکسون آتلانتا، فرودگاه بین‌المللی جان اف کندی، فرودگاه لاگواردیا، فرودگاه بین‌المللی مینیاپولیس−سنت پل، فرودگاه بین‌المللی ناریتا، فرودگاه شارل دوگل پاریس و فرودگاه بین‌المللی سالت‌لیک‌سیتی، قطب‌های این شرکت هواپیمایی به‌شمار می‌آیند.
دلتا ایرلاینز مالک ناوگانی متشکل از ۹۸۵ فروند هواپیمای جت مسافربری می‌باشد، که به عنوان دومین ناوگان بزرگ هواپیماهای مسافربری جهان به‌شمار می‌رود.